# PEDOT-TMA
Poly(3,4-ethyleendioxythiofeen)-tetramethacrylaat of PEDOT-TMA is een geleidend polymeer gebaseerd op de monomeer EDOT (3,4-ethyleendioxythiofeen). Het is een wijziging van de PEDOT-structuur.
Voordelen van dit polymeer ten opzichte van PEDOT (of PEDOT:PSS) zijn dat het dispergeerbaar is in organische oplosmiddelen en niet corrosief is. PEDOT-TMA is ontwikkeld op grond van een contract met de National Science Foundation en werd voor het eerst publiekelijk aangekondigd op 12 april 2004. De handelsnaam voor PEDOT-TMA is Oligotron. Oligotron werd beschreven in een artikel getiteld "Next Stretch for Plastic Electronics", dat verscheen in Scientific American in 2004. Het werd ook beschreven in een artikel getiteld "Licht en magie" in het deel Materials Science van The Economist.

## Toepassingen
In een recente studie is door onderzoekers van General Electric PEDOT-TMA gebruikt in de injectielaag in een reeks van oled-apparaten. PEDOT-TMA is ook gebruikt als een belangrijk ingrediënt in ion-selectieve membranen.